# Palacio de los Deportes André Brouat
El Palacio de los Deportes André Brouat (en francés: Palais des sports André-Brouat) es un pabellón polideportivo que reabrió sus puertas en 2006 en Toulouse, Francia. Construido en 1983, el palacio de los deportes no sobrevivió a la explosión de AZF, el 21 de septiembre de 2001. Fue arrasada y un nuevo pabellón deportivo fue reconstruido en el mismo sitio. Se utiliza principalmente hoy para acoger partidos de voleibol y balonmano. Su capacidad máxima es de 4.397 espectadores.